# Sečanj, Banatul Central
Sečanj (maghiară Torontálszécsány, germană Setschan, Petersheim, română Seceani sau Seciani) este o localitate în Districtul Banatul Central, Voivodina, Serbia.